# Kabinett Berisha I

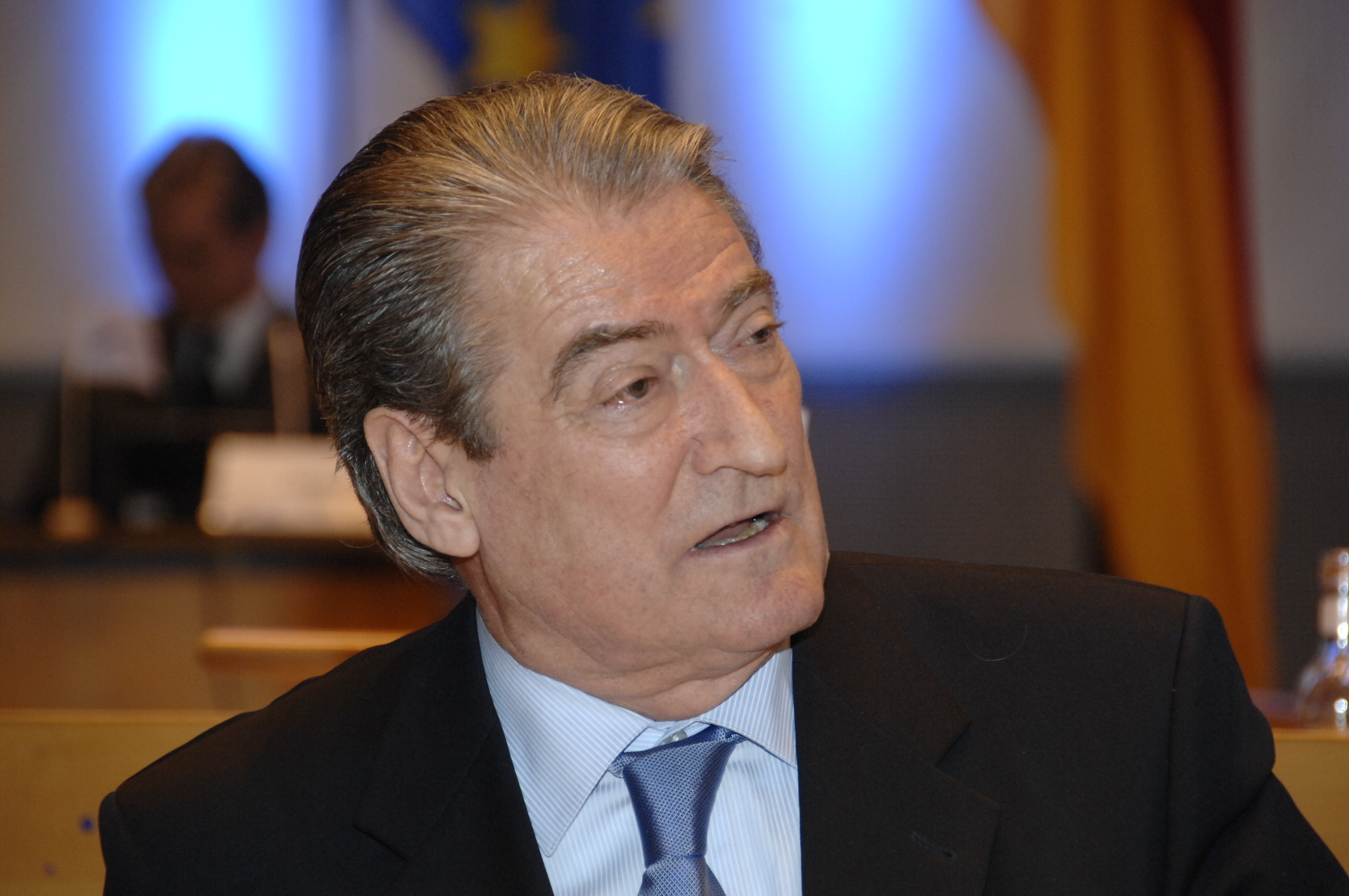
Sali Berisha

Als Kabinett Berisha I wird die von 2005 bis 2009 amtierende albanische Regierung bezeichnet. Sie löste das Kabinett Nano IV, das seit 2002 im Amt gewesen war, ab.
Die Demokratische Partei und die Republikanische Partei bildeten die Regierung bis zu den Parlamentswahlen im Jahr 2009. Das Kabinett Berisha I wurde am 17. September 2009 vom Kabinett Berisha II abgelöst.

## Minister
| Amt                                                                 | Name                                                              | Partei  |
| ------------------------------------------------------------------- | ----------------------------------------------------------------- | ------- |
| Ministerpräsident                                                   | Sali Berisha                                                      | PD      |
| Stellvertreter des Ministerpräsidenten                              | Ilir Rusmali bis 2008 Genc Pollo ab 2008                          | PD      |
| Außenministerium                                                    | Besnik Mustafaj bis Mai 2007 Lulzim Basha ab Mai 2007             | PD      |
| Innenministerium                                                    | Sokol Olldashi bis 19. März 2007 Bujar Nishani ab 20. März 2007   | PD      |
| Verteidigungsministerium                                            | Fatmir Mediu bis 17. März 2008 Gazmend Oketa bis 28. März 2008    | PR / PD |
| Justizministerium                                                   | Aldo Bumçi bis März 2007 Enkelejd Alibeja ab März 2007            | PD      |
| Finanzministerium                                                   | Ridvan Bode                                                       | PD      |
| Ministerium für Wirtschaft, Handel und Energie                      | Genc Ruli                                                         | PD      |
| Ministerium für Landwirtschaft                                      | Jemin Gjana                                                       | PD      |
| Ministerium für Integration                                         | Arenca Trashani bis 19. März 2007 Majlinda Bregu ab 20. März 2007 | PD      |
| Gesundheitsministerium                                              | Maksim Cikuli                                                     | PD      |
| Ministerium für Öffentliche Arbeiten, Verkehr und Telekommunikation | Lulzim Basha bis Mai 2007 Sokol Olldashi ab Mai 2007              | PD      |
| Ministerium für Tourismus, Kultur, Jugend und Sport                 | Bujar Leskaj bis März 2007                                        | PD      |
| Ministerium für Bildung und Wissenschaft                            | Genc Pollo bis 17. März 2008                                      | PD      |